# VC 4000
VC 4000是一款由Interton於1978年在德國發售的8位元家用遊戲機。它並沒有在德國以外的國家發售，但是在不同國家都有由不同的生產商發售性能相似的遊戲機。根據研究，這一系列的遊戲機中，第一款發售為1292高级可编程视频系统，因此估計Interton是向相關公司購入設計再自行生產VC 4000。

## 簡介
VC 4000包含2個控制器，每個控制器有12枚按鈕鍵盤，2枚紅色的開火按鈕及1枚控制桿。而遊戲機主體有開關鍵及3枚按鈕，分別是「重置」、「選擇」及「開始」。
- 規格[3]
  - CPU：8位元 西格尼蒂克2650A
  - 影像控制器：西格尼蒂克2636
  - RAM：4 KB
  - 調色盤：4色
  - 聲道：3

## 遊戲
VC 4000共有約40款遊戲，但部分並未發售：
- 卡帶1：賽車（Car Races）
- 卡帶2：廿一點（Blackjack）
- 卡帶3：球拍遊戲（Paddle Games）
- 卡帶4：坦克戰役（Tank Battle）
- 卡帶5：數學遊戲I（Mathematics I）
- 卡帶6：數學遊戲II（Mathematics II）
- 卡帶7：空戰 / 海戰（Air / Sea Battle）
- 卡帶8：記憶遊戲I / 奪旗（Memory I / Flag Capture）
- 卡帶9：智力遊戲I（Intelligence I）
- 卡帶10：冬季運動（Winter Sports）
- 卡帶11：競技場（Hippodrome）
- 卡帶12：狩獵（Hunting）
- 卡帶13：棋賽（Chess）
- 卡帶14：電單車越野賽（Motocross）
- 卡帶15：智力遊戲II（Intelligence II）
- 卡帶16：智力遊戲III（Intelligence III）
- 卡帶17：馬戲團（Circus）
- 卡帶18：拳賽（Boxing Match）
- 卡帶19：外太空戰鬥（Outer Space Combat）
- 卡帶20：記憶遊戲II / 西門說（Melody II / Simon）
- 卡帶21：智力遊戲IV / 黑白棋（Intelligence IV / Reversi）
- 卡帶22：棋賽II（Chess II）
- 卡帶23：彈珠（Pinball）
- 卡帶24：足球（Soccer）
- 卡帶25：保齡球 / 九樽保齡球（Bowling / Ninepins）
- 卡帶26：西洋跳棋（Draughts）
- 卡帶27：哥爾夫球（Golf）
- 卡帶28：駕駛艙（Cockpit）
- 卡帶29：大城市 / 猜單詞遊戲（Metropolis / Hangman）
- 卡帶30：紙牌遊戲（Solitaire）
- 卡帶31：賭場（Casino）
- 卡帶32：侵略者（Invaders）
- 卡帶33：超級侵略者（Super Invaders）
- 卡帶34：太空雷射（Space Laser）
- 卡帶35：牧牛競技（Rodeo）（取消）
- 卡帶36：雙陸棋（Backgammon）
- 卡帶37：怪物人（Monster Man）
- 卡帶38：超空間（Hyperspace）
- 卡帶39：籃球（Basketball）（取消）
- 卡帶40：超級太空（Super-Space）